# In Sorte Diaboli
In Sorte Diaboli (łac. W bliskim związku z diabłem) – siódmy album studyjny norweskiej grupy blackmetalowej Dimmu Borgir. Wydawnictwo ukazało się 24 kwietnia 2007 roku nakładem wytwórni muzycznej Nuclear Blast.
Album zadebiutował na 43. miejscu amerykańskiej listy Billboard 200 ze sprzedażą 14 000 kopii w pierwszy tydzień. W rodzimej Norwegii album znalazł się na pierwszym miejscu listy sprzedaży czyniąc go pierwszym albumem blackmetalowym, który osiągnął ten wynik. Jest to także pierwszy norweski album na Billboard 200 od czasu zespołu A-ha.
Teksty utworów napisał Silenoz tworząc opowieść o człowieku, który jest ministrantem, a jednocześnie służy diabłu.

Ogólnie chodzi o to, że człowiek ten doznaje duchowego objawienia. Ciągle pracując dla kościoła odkrywa, że jest w prostej linii spokrewniony z diabłem. Nie chce się ujawniać, zaczyna więc prowadzić podwójne życie, po pewnym czasie zyskując sprzymierzeńców i przeciwników. Wspólnie oddają się tajnym rytuałom, w końcu jednak zostają pojmani. I chociaż główny bohater trafia ostatecznie na stos, uważam, że zakończenie pozostaje otwarte. [...] Akcję umieściłem w średniowieczu, kiedy było wiele konfliktów z religią w tle, ale wszystko mogłoby się dziać także i w obecnych czasach.

## Lista utworów
Opracowano na podstawie materiału źródłowego.
1. „The Serpentine Offering” – 5:09
2. „The Chosen Legacy” – 4:17
3. „The Conspiracy Unfolds” – 5:24
4. „The Ancestral Fever” (europejski bonus track) – 5:51
5. „The Sacrilegious Scorn” – 3:58
6. „The Fallen Arises” – 2:59
7. „The Heretic Hammer” (amerykański bonus track) – 4:37
8. „The Sinister Awakening” – 5:09
9. „The Fundamental Alienation” – 5:17
10. „The Invaluable Darkness” – 4:44
11. „The Foreshadowing Furnace” – 5:49
12. „Black Metal” (cover Venom, japoński bonus track) – 3:22

## Twórcy
Opracowano na podstawie materiału źródłowego.
| - Stian „Shagrath” Thoresen – wokal prowadzący, instrumenty klawiszowe - Øyvind Johan „Mustis” Mustaparta – instrumenty klawiszowe, orkiestracje - Sven „Silenoz” Atle Kopperud – słowa, gitara rytmiczna - Thomas Rune „Galder” Andersen Orre – gitara prowadząca - Simen „ICS Vortex” Hestnæs – gitara basowa, wokal - Jan Axel „Hellhammer” Blomberg – perkusja | - Fredrik Nordström – inżynieria dźwięku, miksowanie, produkcja muzyczna - Patrik Jerksten – inżynieria dźwięku, miksowanie, produkcja muzyczna - Russ Russell – mastering - Joachim Luetke – okładka, oprawa graficzna - Patric Ellaeus – zdjęcia |

## Wydania
| Rok  | Nr katalogowy                   | Format                            | Wytwórnia     | Region            | Źródło |
| ---- | ------------------------------- | --------------------------------- | ------------- | ----------------- | ------ |
| 2007 | NB 1862-2, 27361 18622          | CD, Enh, Album, Jew               | Nuclear Blast | Niemcy            | [ 11 ] |
| 2007 | NB 1895-2                       | CD, Smplr                         | Nuclear Blast | Niemcy            | [ 11 ] |
| 2007 | IROND CD 07-1275                | CD, Album, Enh                    | Irond         | Rosja             | [ 11 ] |
| 2007 | NB 1877-0                       | CD, Album, Ltd + DVD-V            | Nuclear Blast | Stany Zjednoczone | [ 11 ] |
| 2007 | NB 1862-5, NB 1894-0, NB 1893-5 | CD, Album, Ltd + DVD-V + Box, Ltd | Nuclear Blast | Niemcy            | [ 11 ] |
| 2007 | NB 1862-0                       | CD, Album, Ltd, Dig + DVD-V       | Nuclear Blast | Niemcy            | [ 11 ] |
| 2007 | Irond CD 07-1275/1              | CD, Album, Ltd, Dig + DVD-V       | Irond         | Rosja             | [ 11 ] |
| 2007 | NB 1862-1, NB 1239-7            | LP, Album, Ltd + 7", Ltd          | Nuclear Blast | Niemcy            | [ 11 ] |
| 2007 | NB 1862-9                       | LP, Pic, Album, Ltd               | Nuclear Blast | Niemcy            | [ 11 ] |

## Pozycje na listach
| Lista                   | Kraj              | Pozycja |
| ----------------------- | ----------------- | ------- |
| Billboard 200           | Stany Zjednoczone | 43      |
| Top Independent Albums  | Stany Zjednoczone | 2       |
| Suomen virallinen lista | Finlandia         | 6       |
| Ultratop 50             | Belgia            | 47      |
| SNEP                    | Francja           | 34      |
| Schweizer Hitparade     | Szwajcaria        | 30      |
| MegaCharts              | Holandia          | 37      |
| Sverigetopplistan       | Szwecja           | 10      |
| VG-Lista                | Norwegia          | 1       |
| Mahasz                  | Węgry             | 26      |